# Бержеро, Филипп
Фили́пп Бержеро́ (фр. Philippe Bergeroo; родился 28 января 1954, Сибур, Франция) — французский футбольный вратарь, участник чемпионата мира—1986, чемпион Европы—1984.

## Карьера

### Клубная
Первым профессиональным клубом в карьере Филиппа Бержеро стал «Бордо». Голкипер выступал за клуб с 1971 года в течение семи лет, после чего перешёл в «Лилль». С 1983 по 1988 год Филипп Бержеро выступал за «Тулузу», после чего завершил карьеру игрока. Всего в Дивизионе 1 вратарь провёл 485 матчей за 17 сезонов; это 26-й результат в истории чемпионатов страны.
.

### В сборной
Филипп Бержеро дебютировал в сборной Франции 10 октября 1979 года в товарищеском матче с США. Вратарь попадал в заявку национальной сборной для участия в чемпионате Европы—1984 и чемпионате мира—1986, но ни одного матча на этих турнирах не провёл.
В последний раз за сборную Бержеро выступал 28 марта 1984 года в товарищеском матче со сборной Австрии
. Всего голкипер провёл за национальную команду 3 товарищеских матча, из которых один — полностью, и пропустил 1 гол.

### Тренерская
С 1990 по 1998 год Филипп Бержеро работал тренером вратарей в сборной Франции. В 1998 году стал помощником главного тренера «Пари Сен-Жермен» и вскоре сменил Артура Жорже на посту главного тренера команды. Под его руководством ПСЖ стал вице-чемпионом страны и финалистом кубка лиги.
С июля по октябрь 2002 года Бержеро был главным тренером «Ренна», однако в 10 турах чемпионата команда под его руководством одержала лишь одну победу.
После ухода из «Ренна» Бержеро работал с юношескими сборными Франции различных возрастов. В 2004 году он привёл сборную до 17 лет к победе в чемпионате Европы.

## Статистика
| Матчи Бержеро за сборную Франции | Матчи Бержеро за сборную Франции | Матчи Бержеро за сборную Франции | Матчи Бержеро за сборную Франции | Матчи Бержеро за сборную Франции | Матчи Бержеро за сборную Франции | Матчи Бержеро за сборную Франции |
| -------------------------------- | -------------------------------- | -------------------------------- | -------------------------------- | -------------------------------- | -------------------------------- | -------------------------------- |
| №                                | Дата                             | Оппонент                         | Счёт                             | Пропущено голов                  | Соревнование                     |                                  |
| 1                                | 10 октября 1979                  | США                              | 3:0                              | 0                                | Товарищеский матч                |                                  |
| 2                                | 23 мая 1980                      | СССР                             | 0:1                              | 1                                | Товарищеский матч                |                                  |
| 3                                | 28 марта 1984                    | Австрия                          | 1:0                              | 0                                | Товарищеский матч                |                                  |

Итого: 3 матча / 1 пропущенный гол; 2 победы, 0 ничьих, 1 поражение.